# Maëlle Pistoia

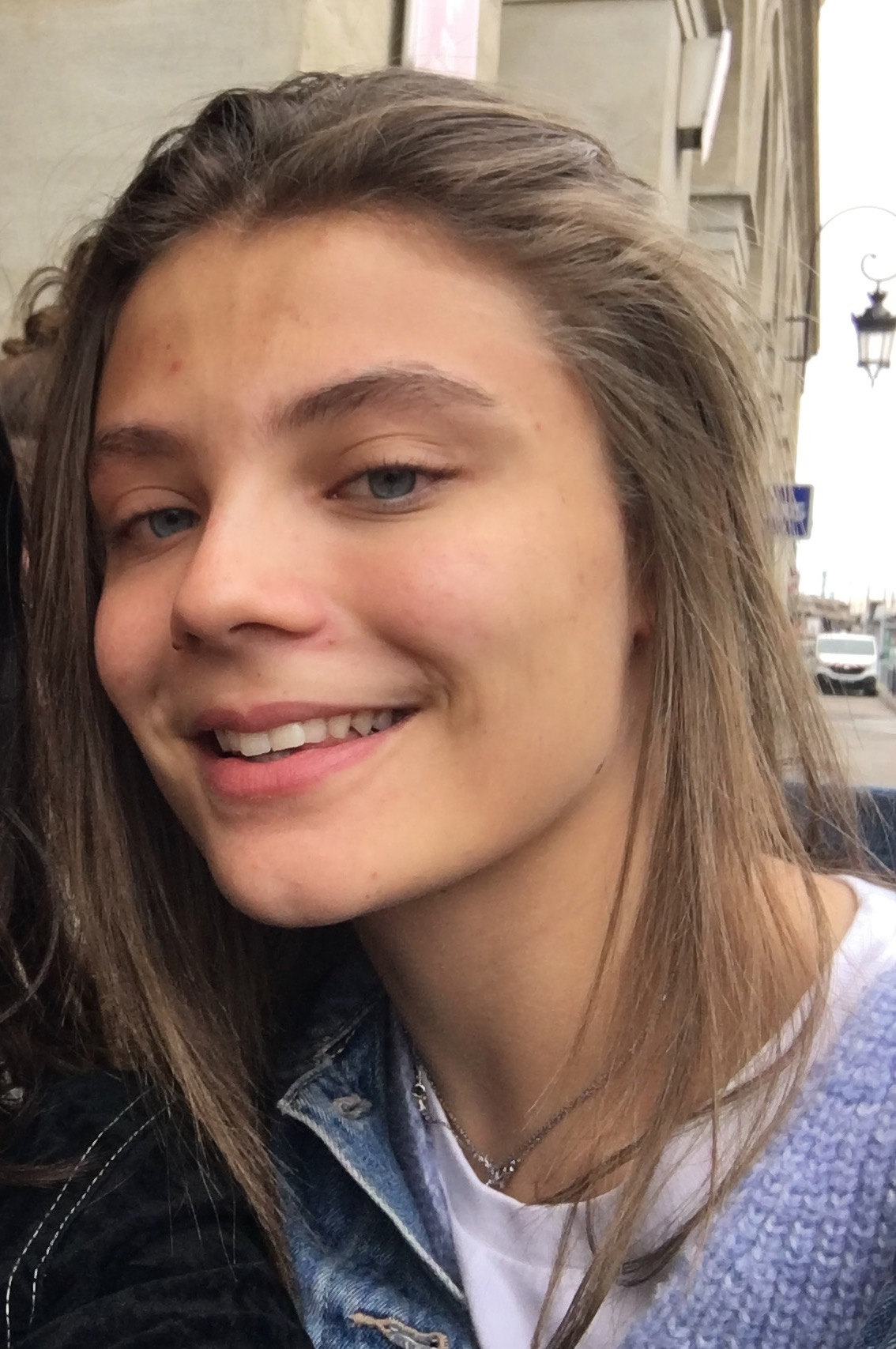
Maëlle (2019)

Maëlle Pistoia (* 4. Januar 2001 in Tournus, Département Saône-et-Loire), genannt Maëlle, ist eine französische Sängerin.

## Leben
Maëlles Karriere begann 2017 mit den Vorausscheidungen zum französischen Gesangswettbewerb The Voice : La Plus Belle Voix, den sie 2018 als erste Frau und bislang jüngste Siegerin gewann.
2019 veröffentlichte sie mit Toutes les machines ont un cœur ihre erste Single; im selben Jahr folgte das erste Album  Maëlle. 2020 trat sie im Rahmen der Benefiz-Veranstaltungen von Les Enfoirés auf.

## Diskografie

### Alben
- 2019: Maëlle
- 2023: Fil rouge

### Singles
- 2019: Toutes les machines ont un cœur
- 2020: L’effet de masse (FR: Gold)